# أدريانا أراوجو
أدريانا دوس سانتوس أراوجو (من مواليد 4 نوفمبر 1981) هي ملاكمة برازيلي، فازت كملاكمة هاوية بالميدالية البرونزية في قسم الوزن الخفيف في دورة الألعاب الأولمبية الصيفية 2012، وتأهلت إلى دورة الألعاب الأولمبية الصيفية 2016 في نفس الوزن.

## مسيرة في الملاكمة

### الألعاب الأولمبية
أقيمت منافسات ملاكمة سيدات لأول مرة في دورة الألعاب الأولمبية الصيفية 2012، حيث اختيرت أراوخو لتمثيل البرازيل في دورة الألعاب الأولمبية الصيفية 2012. تأهلت إلى الدور نصف النهائي من بطولة الملاكمة، حيث خسرت بالنقاط (11-17) أمام صوفيا أوشيغافا من روسيا. كانت أوشيغافا المصنفة الثانية عالميًا وفازت بالميدالية الفضية في الحدث. فازت أراوخو بالميدالية البرونزية إلى جانب مافزونا تشوريفا من طاجيكستان، وأصبحت المتنافسة الوحيدة من إحدى دول أمريكا اللاتينية التي تفوز بميدالية في أي من منافسات الملاكمة النسائية. بالإضافة إلى ذلك، كانت هذه هي المرة الأولى منذ 44 عامًا التي يفوز فيها رياضي من البرازيل بميدالية في إحدى فعاليات الملاكمة.
أصيبت أراوخو بخيبة أمل لفوزها بالميدالية البرونزية فقط، على الرغم من أنها كانت تتطلع لحضور دورة الألعاب الأولمبية الصيفية 2016 في ريو دي جانيرو، لكنها قالت إنها لن تشارك في المنافسة لأنها كانت تخطط للاحتراف قبل ذلك الوقت. ومع ذلك، فقد تم اختيارها مرة أخرى لتمثيل البرازيل وشعرت أن المنافسة في بلدها الأم ستعزز فرصها في الحصول على ميدالية ذهبية. استخدمت البرازيل أحد أماكن التأهل التلقائي لها باعتبارها الدولة المضيفة لأراوجو، مما يعني أنها لم تكن مضطرة للتأهل. قبل وقت قصير من انطلاق الألعاب، كان أراوجو واحدًا من 141 حاملًا للشعلة في اليوم الأول من المرحلة البرازيلية من مسيرة شعلة الألعاب الأولمبية الصيفية 2016.

### مسيرتها الاحترافية
في الملاكمة الاحترافية، احتلت أراوجو المركز الثالث في مجلس الملاكمة العالمي عندما واجهت شانتيل كاميرون عام 2020 على لقب بطلة العالم للوزن الخفيف جدًا. إلا أنها خسرت النزال.
تقاعدت من الملاكمة في عام 2022.

## سجل الملاكمة الاحترافي
| 7 نزال       | 6 فوز | 1 خسارة |
| ------------ | ----- | ------- |
| ضربة القاضية | 1     | 0       |
| قرار القضاة  | 5     | 1       |

| رقم | النتيجة | السجل | الخصم                   | النوع | الجولة، الوقت | التاريخ        | الموقع                                         | الملاحظات                                                                 |
| --- | ------- | ----- | ----------------------- | ----- | ------------- | -------------- | ---------------------------------------------- | ------------------------------------------------------------------------- |
| 7   | خسارة   | 6–1   | شانتيل كاميرون          | UD    | 10            | 04 أكتوبر 2020 | مارشال أرينا، ميلتون كينز، إنجلترا             | لقب الوزن الخفيف للسيدات                                                  |
| 6   | فوز     | 6–0   | إستيليز هيرنانديز       | UD    | 10            | 29 فبراير 2020 | أرينا دي لوتاس، ساو باولو، البرازيل            | احتفظت بلقب البطولة الفضية للسيدات في الوزن الخفيف                        |
| 5   | فوز     | 5–0   | كلوديا أندريا لوبيز     | UD    | 10            | 18 أكتوبر 2019 | أرينا دي لوتاس، ساو باولو، البرازيل            | فازت بلقب البطولة الفضية للسيدات في الوزن الخفيف                          |
| 4   | فوز     | 4–0   | ياميلا بيلين أبيلانيدا  | UD    | 10            | 11 أغسطس 2019  | أرينا دي لوتاس، ساو باولو، البرازيل            | فازت بلقب الوزن الخفيف الفائق للسيدات اللاتينيات في مجلس الملاكمة العالمي |
| 3   | فوز     | 3–0   | إلين ماريا دي ألبوكيركي | KO    | 1 (6), 1:49   | 31 مارس 2019   | منتجع وسفاري بورتوبيللو، مانجاراتيبا، البرازيل |                                                                           |
| 2   | فوز     | 2–0   | فانيسا بورت             | SD    | 6             | 23 سبتمبر 2017 | نادي يوفنتوس الرياضي، ساو باولو، البرازيل      |                                                                           |
| 1   | فوز     | 1–0   | إلين ماريا دي ألبوكيركي | UD    | 6             | 17 يونيو 2017  | فندق جولدن بارك، سوروكابا، البرازيل            |                                                                           |